# Mustakivi
Mustakivi est un quartier du district de  Lasnamäe à Tallinn en Estonie.

## Description
En 2019, Mustakivi compte 19 442 habitants.
Sa superficie est de 1,16 km2.

## Population
| 2008   | 2010   | 2011   | 2012   | 2013   | 2014   |
| ------ | ------ | ------ | ------ | ------ | ------ |
| 16 610 | 17 571 | 19 103 | 19 373 | 19 455 | 19 759 |

| 2015   | 2016   | 2017   | 2018   | 2019   | 2020   |
| ------ | ------ | ------ | ------ | ------ | ------ |
| 19 848 | 19 997 | 20 005 | 19 947 | 19 442 | 19 434 |

| 2021   | 2022   | - | - | - | - |
| ------ | ------ | - | - | - | - |
| 19 156 | 18 873 | - | - | - | - |

## Transports
Les lignes de bus n° 7, 9, 13, 35, 42, 46, 49, 51, 54, 58, 66, 67 desservent le quartier.

## Bâtiments
- Kärberi tn 9 — Tallinna Kuristiku Gümnasium;
- Mahtra tn 60 — Tallinna mahtra Põhikool;
- Kivila tn 9 — Mustakivi lasteaed;
- Kivila tn 19 — Kivila lasteaed;
- Mahtra tn 19 — Mahtra lasteaed;
- Mahtra tn 1 — Mustakivi Keskus, Coop Eesti;
- Kivila tn 26 — Magasin «Grossi»;
- Raadiku tn 11/11a — Magasin «Lidl»;

## Galerie

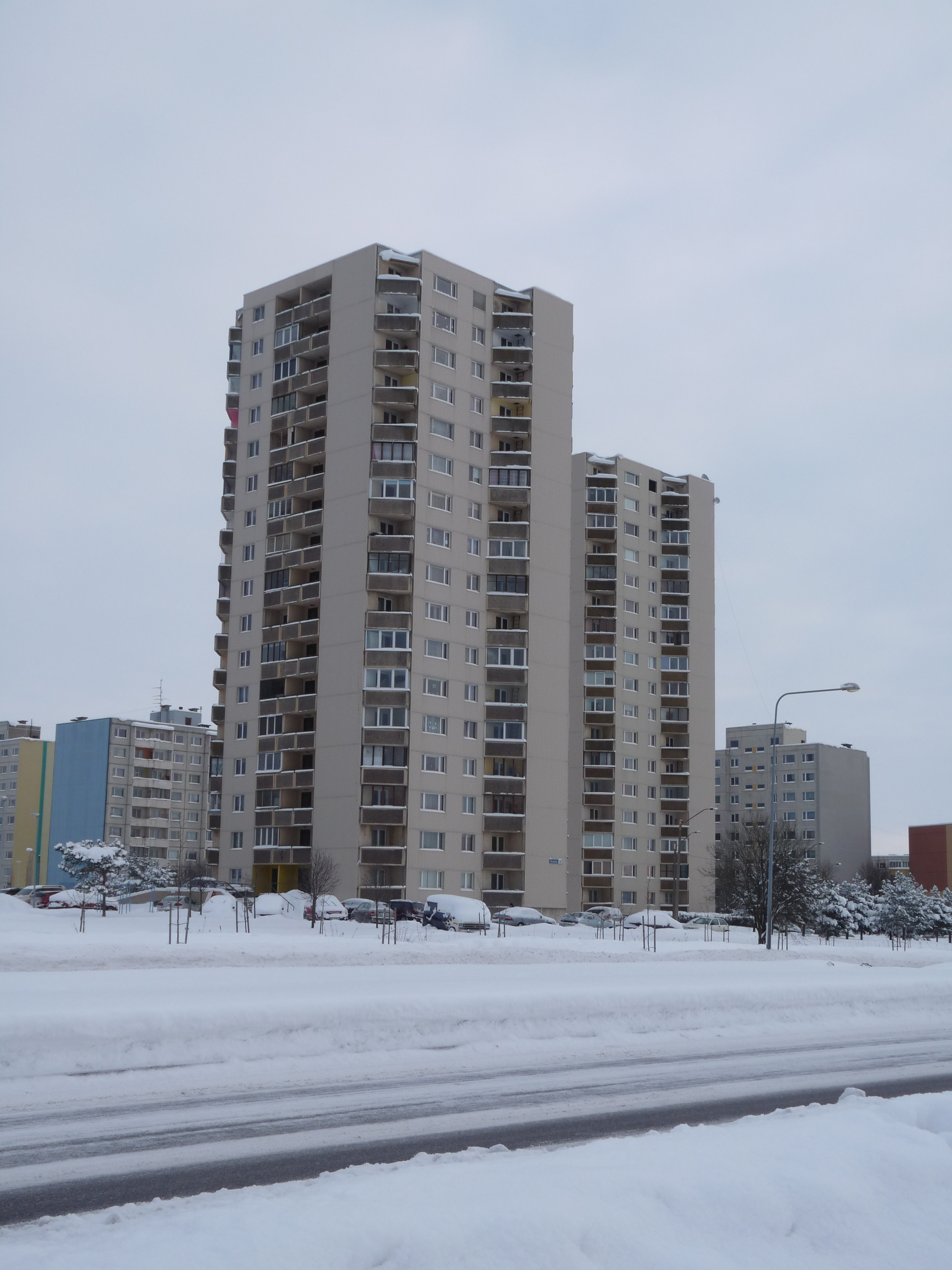
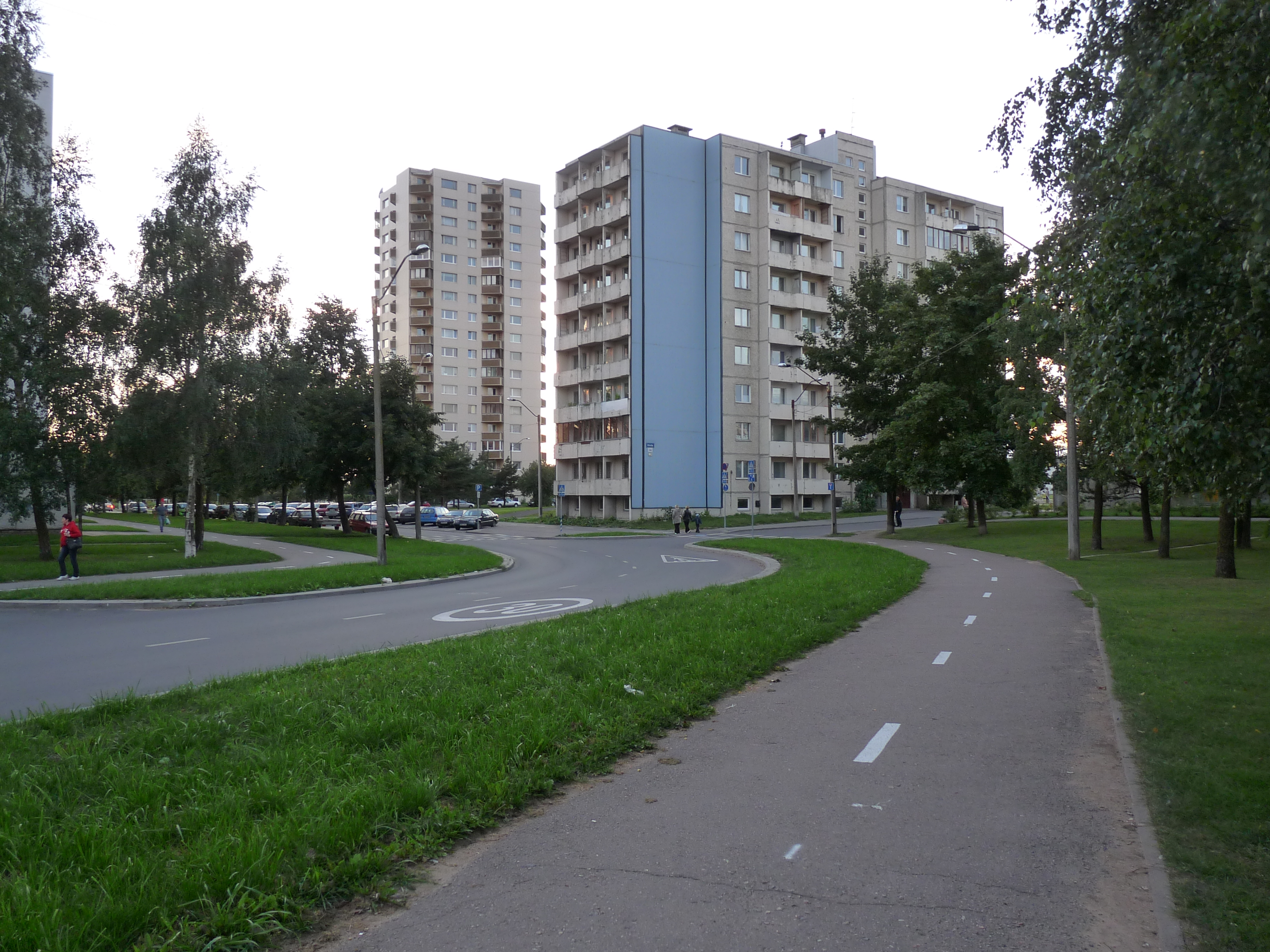
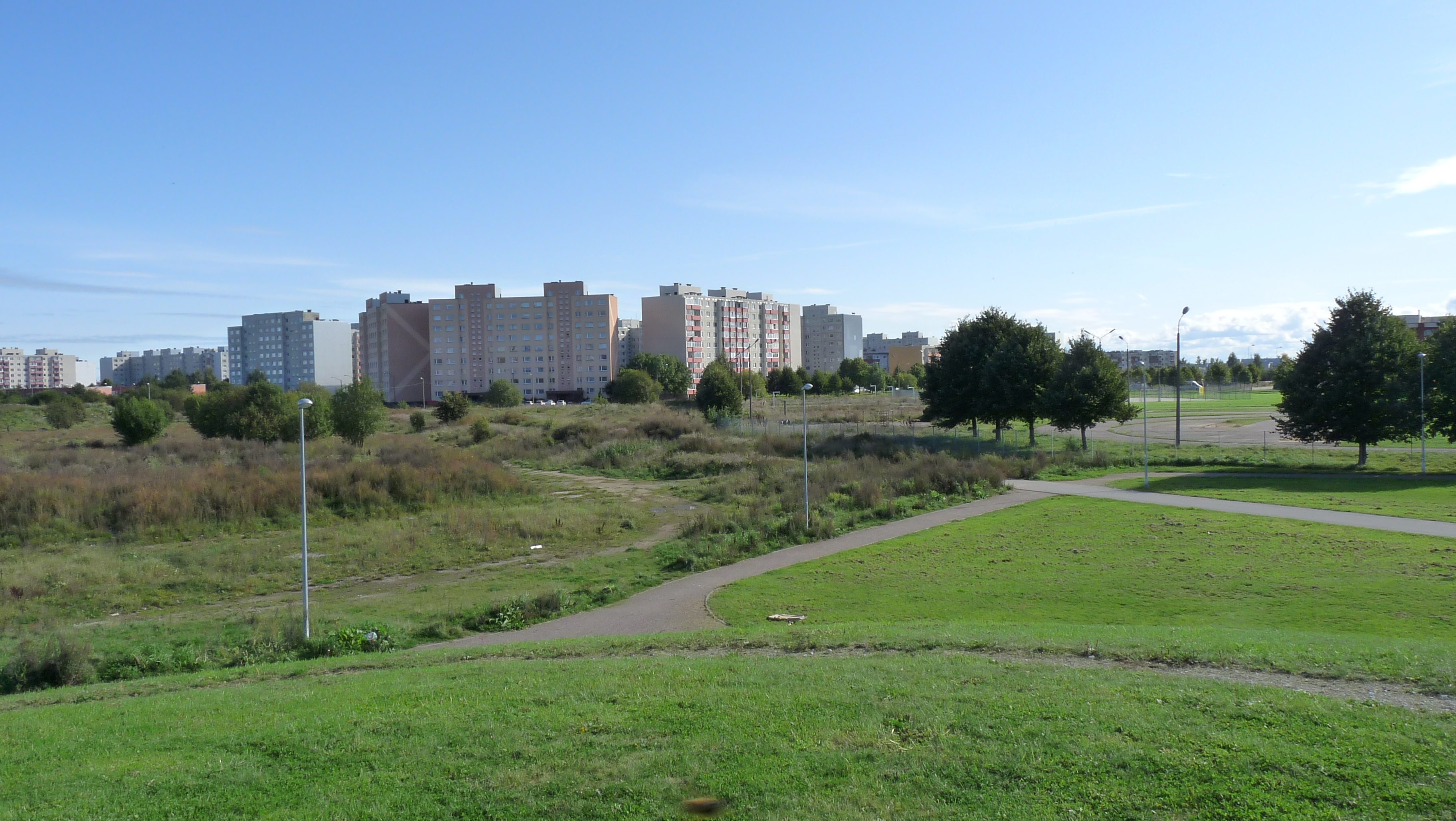